# Synagoga Czerwona w Janiszkach
Synagoga Czerwona w Janiszkach – jedna z dwóch bóżnic należących do tzw. kompleksu synagogalnego w Janiszkach przy pl. Miejskim (lit. Miesto a. 4A, 4B). 
Została zbudowana w 1865 roku jako wolno stojący budynek z czerwonej cegły na planie prostokąta i nakryty dwuspadowym dachem. Szczyty dachu flankowane są przez niskie, smukłe wieżyczki. Po II wojnie światowej budynek był wykorzystywany do różnych celów. Murowany budynek synagogi został odbudowany w 2015 roku i utworzono w nim muzeum poświęcone historii Żydów w regionie.